# D 883 (Türkei)
Die Straße D 883 (Devlet yolu 883) ist eine insgesamt 53 km lange Straße in der Türkei. Sie besteht aus zwei weit auseinanderliegenden Teilabschnitten.

## Verlauf
Die der nördliche Abschnitt der Straße stellt eine kürzere Verbindung zwischen der Provinzhauptstadt Gümüşhane und der Stadt Kelkit als über die D 885 her. Er zweigt in Kırıklı von der D 885 ab und führt über eine Länge von 34 km direkt nach Kelkit, während die D 885 48 km benötigt.
Der kürzere Südabschnitt führt über eine Strecke von 19 km von der West-Ost-Achse der D 400 (mit Zubringer von der Autobahn Otoyol 52 (Europastraße 90)) durch die Stadt Suruç zum Grenzübergang Mürşitpınar Sınır Kapısı (36.900303°, 38.34914°) gegenüber der nordsyrischen Stadt Kobanê (arabisch: Ain al-Arab).